# Basque Indian Reserve 18
Basque Indian Reserve 18 är ett reservat i Kanada.   Det ligger i provinsen British Columbia, i den södra delen av landet, 3 400 km väster om huvudstaden Ottawa.
I omgivningarna runt Basque Indian Reserve 18 växer i huvudsak barrskog. Runt Basque Indian Reserve 18 är det mycket glesbefolkat, med 3 invånare per kvadratkilometer.